# Fiorano al Serio
Fiorano al Serio là một đô thị ở tỉnh Bergamo trong vùng Lombardia của nước Ý, có vị trí cách khoảng 60 km về phía đông bắc của Milano và khoảng 15 km về phía đông bắc của Bergamo. Tại thời điểm ngày 31 tháng 12 năm 2004, đô thị này có dân số 3.035 người và diện tích là 1,1 km².
Đô thị Fiorano al Serio có các frazione (đơn vị cấp dưới) San Fermo.
Fiorano al Serio giáp các đô thị: Casnigo, Cene, Gazzaniga, Vertova.